# MILABO
「MILABO」（みらぼ）は、日本の音楽ユニットずっと真夜中でいいのに。の楽曲。5作目の先行配信シングルとして、EMI Recordsより2020年7月13日に各音楽配信サービスにてリリースされた。

## 概要
- 前作『お勉強しといてよ』から約2か月後のリリースとなった。
- 2020年8月5日に発売のミニアルバム『朗らかな皮膚とて不服』の他[2]、2021年2月10日に発売されたフルアルバム『ぐされ』にも収録されている[3]。

## ミュージックビデオ
配信前日に同曲のミュージックビデオがYouTubeにて公開された。アニメーションはWabokuが担当。

### 主な登場キャラクター
- にらちゃん[5]
- アフロ⭐︎サムライ[5]
- NAGA[5]

## 収録アルバム
- 『朗らかな皮膚とて不服』(#6)
- 『ぐされ』(#8)